# 波尔希
波尔希（德語：Polch，發音：[pɔlç] ⓘ）是德国莱茵兰-普法尔茨州迈恩-科布伦茨县的城市，面积28.68平方千米，2023年12月31日人口为6,930人。